# Brenda Lane
Brenda Lane (1910 - 30 de novembro de 1942) foi uma atriz estadunidense da era do cinema mudo, que atuou entre 1924 e 1926. Brenda faleceu aos 32 anos em 1942.

## Biografia
Lane nasceu em 1910, e atuou em filmes entre 1924 e 1926, destacando-se o seriado The Flame Fighter, em 1925. Faleceu em 30 de novembro de 1942, sendo encontrada morta em seu quarto. A autópsia determinou sua morte ter sido causada por distúrbios cardíacos.

## Filmografia
- Along Came Ruth (1924)
- Rip Roarin' Roberts (1924)
- The Flame Fighter (1925)
- The New Klondike (1926)